# Garrulax poecilorhynchus
El charlatán rojizo de Formosa (Garrulax poecilorhynchus) es una especie de ave paseriforme de la familia Leiothrichidae endémica de  Taiwán. Anteriormente se consideraba conespecífico del charlatán rojizo chino.

## Distribución y hábitat
Se encuentra únicamente en los bosques húmedos de montañas de la isla de Formosa.